# Ferocactus robustus
Ferocactus robustus to jeden z gatunków ferokaktusa pochodzący z Meksyku.

## Morfologia i biologia
Tworzy wiele pędów, które rozgałęziając się tworzą kępy. Jego matowozielone pędy mają 10–20 cm średnicy i owalny pokrój. Kaktus ma 8 żeber z areolami osadzonymi co około 2–3 cm. Z każdej wyrasta po 10–14 szczecinkowatych, żółtawych cierni bocznych o długości około 2,5 cm i 4–6 prostych cierni środkowych, których długość dochodzi do 6 cm. Jego kwiaty dzienne koloru żółtego lub pomarończowożółtego. Kwitnie latem. Wymaga pełnego nasłonecznienia i temperatury nie spadającej poniżej 10 °C.